# Галустян, Рафаэл Рустамович
Рафаэл (Рафаэль) Рустамович Галустян (22 декабря 1956) — советский футболист, армянский тренер.
Начинал карьеру в командах второй лиги СКИФ Ереван (1975—1978) и «Арабкир» Ереван (1979—1980). В высшей лиге выступал за команду «Арарат», в 1981—1987 годах провёл 174 матча, забил 18 голов. В 1989 — играющий тренер команду второй лиги «Спитак». В чемпионате Армении выступал за «КанАЗ»/«Арабкир» в сезонах 1992—1993 и 1996/97.
Работал главным тренером в командах «Звартноц-ААЛ» (1999), «Динамо» Ереван (2000), «Арарат» Ереван (2001), «Котайк» (2002—2003), тренером в «Мике» (2001).